# Луни (город)

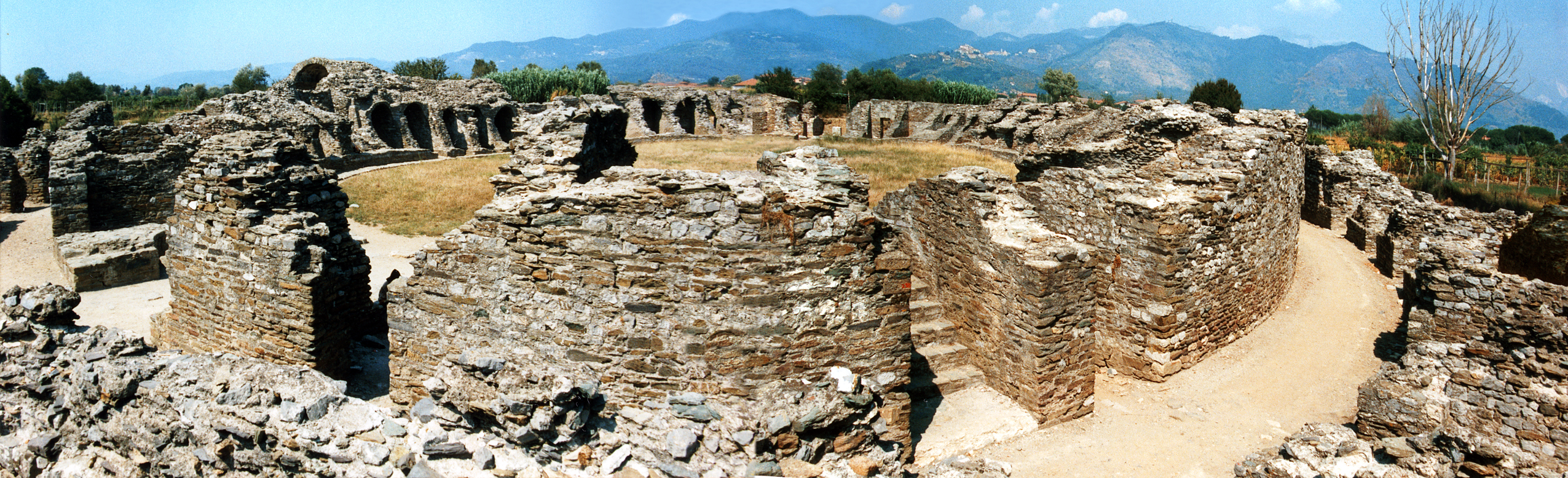
Руины древнеримского города Луна

Луни (Luni) или Луна (Luna) — главный город исторической области Луниджиана, который прекратил своё существование в XI веке. Амфитеатр и некоторые другие руины расположены в границах современного Ортоново.
Город Луна в устье реки Магра был основан римлянами в 177 г. до н. э. как плацдарм для завоевания Лигурии, которая, по их представлениям, лежала на другой стороне реки. Через Луну проходила важнейшая Аврелиева дорога, которая в Средние века была известна под названием дороги франков. Из гавани Луны в разные страны вывозился каррарский мрамор, называемый также лунийским (marmor lunensis).
В Тёмные века благосостояние Луни было подорвано регулярными пиратскими набегами (в 849 г. его разграбили сарацины, в 860 г. — датские викинги во главе с Гастингом и т. д.). Ко времени Лиутпранда, потеряв статус города, Луни тем не менее сохранял значение как местонахождение собора с кафедрой епископа. Во времена Карла Великого упоминается как резиденция графа на северной границе Папской области. Наиболее могущественным из графов Луни был Оберто I, от которого ведут происхождение Алерамичи, Маласпина и другие знатные фамилии Северной Италии.
В начале XI века прогрессирующее заиление порта и распространение малярийной инфекции привели к оттоку жителей из Луни в близлежащие города. Последние горожане переехали в Сарцану в 1058 году. Туда же была перенесена епископская кафедра. В 1015 г. Луни был на короткое время захвачен эмиром тайфы Дения. Развалины городских строений были разобраны местными жителями для строительства собственных жилищ. Учёный папа Пий II в 1461 г. потребовал прекратить разграбление, однако его булла осталась без внимания.